# Конюшиноподібна арка
Конюшиноподібна арка - особливий вирізом у геральдиці. Ця форма арки взята з архітектури, де вона зазвичай використовується для вікон та проходів у воротах. Вона також відома як трифолієва арка, але її не слід плутати з подібною за формою тригірною. Конюшиноподібна арка складається з трьох кругових дуг у лінію. Середня дуга показана на гербі як більша, а кривина всіх дуг, відкритих вниз, спрямована до глави щита. Симетричність є загальною.

## Лінія різання герба
У багатьох гербах арка служить розділовою лінією і часто приймається за більш-менш широку лінію різання герба у золотому або срібному варіанті.

## Архітектурний елемент
Але арка конюшини також популярна як елемент архітектури. Нею прикрашають ворота та вікна замків чи веж.

## Герб конюшиноподібною аркою

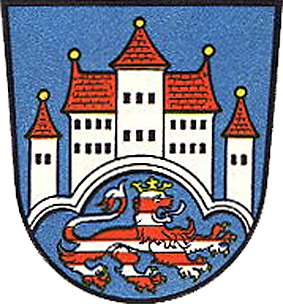
Герб Гомберга
Герб Остероде-ам-Гарца
Герб Кріфіца
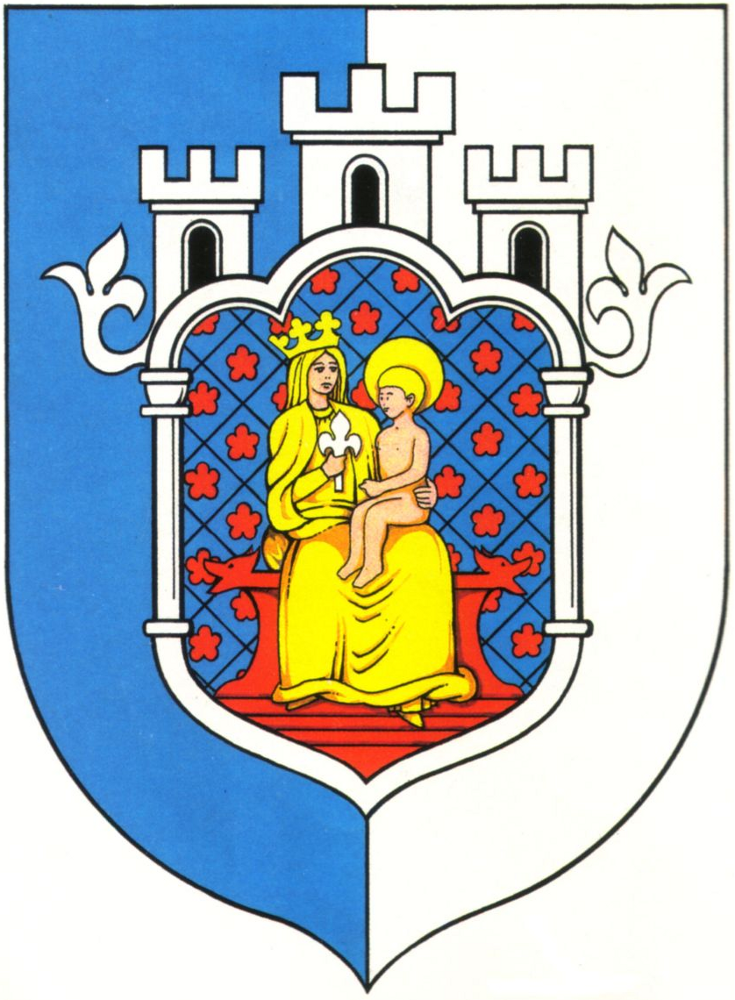
Герб Крейзбурга
Герб Айнбека
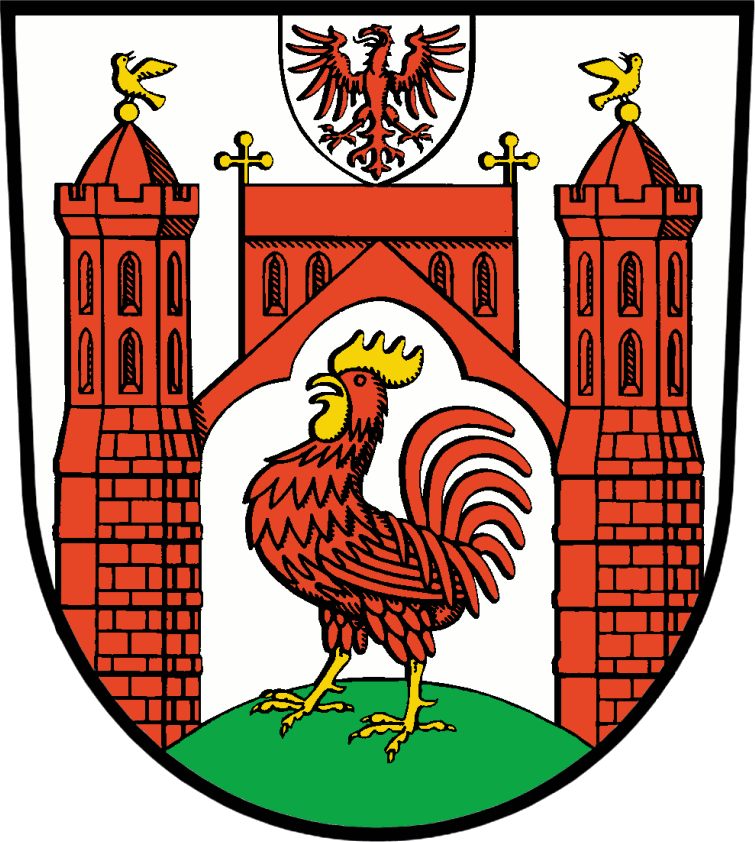
Герб Франкфурта-на-Одері
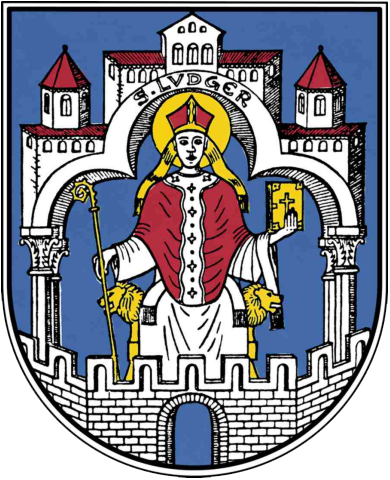
Герб Гельмштедта